# 바소프레신

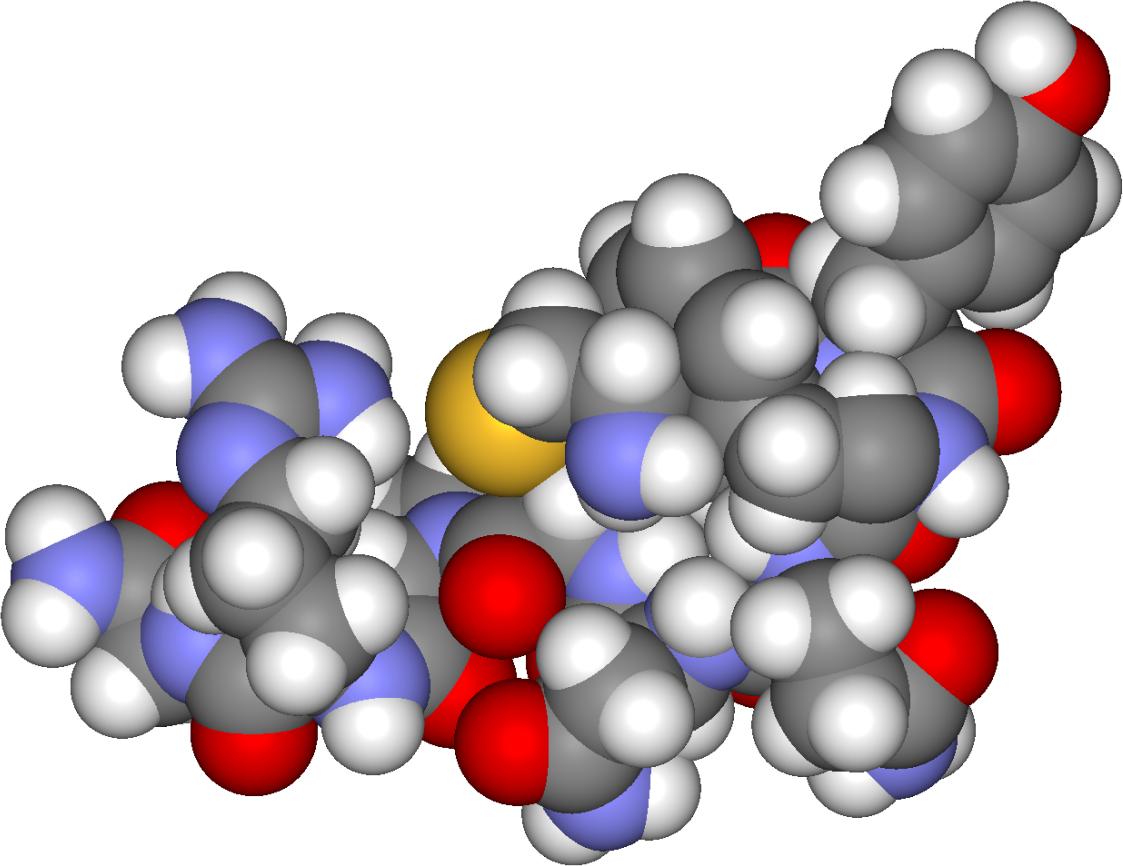
아르기닌 바소프레신의 스페이스-필링 모델

인간의 바소프레신(vasopressin) 또는 항이뇨 호르몬(antidiuretic hormone; ADH) 또는 아르지닌 바소프레신(arginine vasopressin; AVP) 또는 아르지프레신(argipressin)은 뇌하수체 후엽에서 분비하는 펩티드 호르몬이다.

## 분비 자극
바소프레신은 체액의 삼투 농도가 높아졌을 때 시상하부의 삼투수용기가 이를 인지함으로써 분비가 촉진된다.
1. 혈장 삼투압 증가
  - 땀을 많이 흘리거나 수분 섭취가 부족해 혈액 내 염분 농도가 높아지면, 시상하부의 삼투수용체(osmoreceptor)가 이를 감지해 ADH 분비를 촉진합니다.
2. 혈액량 감소 혹은 저혈압
  - 출혈, 심한 설사 등으로 혈액량이 줄거나, 혈압이 떨어지면, 심방이나 대동맥궁에서 혈압 감지 수용체(baroreceptor)가 변화를 인지해 ADH 분비를 활성화합니다.
3. 스트레스 및 기타 호르몬 영향
  - 심한 통증, 스트레스 상황에서도 ADH가 일시적으로 분비가 증가할 수 있습니다.
  - 또한 안지오텐신 II(Angiotensin II) 같은 호르몬도 ADH 분비를 보조적으로 자극합니다.

반대로, 체내 수분이 너무 많거나 삼투압이 낮을 때, 혹은 알코올 섭취처럼 ADH 분비를 억제하는 인자가 작용하면 ADH 분비는 감소하게 됩니다. 이 때문에 술을 마시면 소변이 많이 나오는 현상을 체감하는 것이죠.

## 기능

### 수분 재흡수 촉진
신장의 수분 재흡수를 촉진시키고 소변을 농축하여 그 양을 줄인다. 증가된 바소프레신은 신장의 집합관 세포 표면에 아쿠아포린의 발현을 증가시키는데, 이는 아쿠아포린 저장 소낭이 막에 융합하는 것을 촉진함으로써 이루어진다. ADH 분비 수준이 낮을 때는 아쿠아포린이 다시 집합관 세포 내의 소낭에 저장되어 표면에 발현되지 않는다. 아쿠아포린의 발현이 증가되어 집합관의 물 투과성이 증가하면, 집합관이 신장의 피질에서 수질로 진행함에 따라 높아지는 주위의 삼투농도에 의해 물의 재흡수가 촉진되고 결과적으로 오줌의 양이 줄어들어 물을 보존하게 된다. 아쿠아포린의 발현이 적으면 물의 재흡수량이 적어지고 오줌의 양이 늘어난다.

### 혈압
바소프레신(vasopressin)은 뇌하수체 뒤엽 호르몬의 하나로 콩팥에서 수분의 재흡수를 촉진하고 모세 혈관을 수축시켜 혈압을 높이는 작용을 한다고 알려져있다.

### 기타 작용
또한 대뇌와 혈관에서 다양한 작용을 한다. 성관계시 분비가 촉진되면서 파트너와의 유대감을 증대시킨다. 남성에게서 다른 남성에 대한 적대감을 키운다. 커피에 들어있는 카페인이나 알코올 등의 화학 물질에 의해 분비가 억제되기도 한다.

## 역할
아르기닌 바소프레신(arginine vasopressin)과 자폐증(autism) 간의 연결이 있을 수 있다.

### 결핍
아르기닌 바소프레신 분비 저하(신경성neurogenic, 즉 알코올 취한 상태나 종양으로 인한) 혹은 아르기닌 바소프레신에 대한 신장 민감도(renal sensitivity, 신장성nephrogenic, 즉 V2 receptor 혹은 AQP의 변이에 의하여) 저하는 혈중 나트륨 농도가 증가하는 고나트륨혈증(hypernatremia)을 특성으로 하는 요붕증(diabetes insipidus), 과도한 소변 배출의 다뇨증(polyuria), 갈증을 특성으로 하는 조갈증(polydipsia)을 야기한다.

### 과도
항이뇨 호르몬 분비 이상 증후군은 많은 문제들을 통해 야기된다. 일부 암(cancer)이 SIADH를 야기할 수 있다. 특히 소세포폐종양(small cell lung carcinoma)이 그러하지만, 다른 종양 역시 마찬가지이다. 두뇌나 폐(감염, 출혈)에 영향을 주는 병들은 SIADH의 원동력이 된다. 세로토닌 재흡수 억제제(serotonine reuptake inhibitor), 삼환계 항우울제(tricyclic antidepressant) 등 특정 항우울제(antidepressant), 항경련제(anticonvulsant) 카르바마제핀(carbamazepine), 출산 유도의 옥시토신(oxytocin), 항암제 빈크리스틴(vincristine) 등은 SIADH와 연관되어 왔다. 또한 시프로플록사신(ciprofloxacin)과 목시플록사신(moxifloxacin)을 포함하는 플루오로키놀론스(fluoroquinolones)와도 연관되어 있다. 결국 명쾌한 설명 방식 없이 발병하기도 한다. 저나트륨혈증(hyponatremia)은 바소프레신 수용체 길항제(vasopressin receptor antagonist) 사용으로 약리학적으로 치료될 수 있다.

## 같이 보기
- 항이뇨 호르몬 부적절 분비 증후군
- 옥시토신
- 뇌하수체 전엽
- 시상하부
- 뻗침 수용기(신장 수용기)
- 심방 나트륨이뇨 펩타이드: 심방이 늘어나면 혈압이 올라간 것으로 보고 나트륨을 배출하여 혈압을 낮춤
- 레닌-앤지오텐신 계통: 토리곁 장치를 지나는 혈류량이 감소하면 혈압이 낮은 것으로 간주하고 부신피질에서 알도스테론을 분비하여 집합관에서 나트륨 재흡수를 높여 혈압 높임
- 베인브리지 반사: 우심방 벽이 늘어나는 것에 반응하여 심박수를 증가시켜 정맥쪽 혈압 낮춤
- 압력반사: 대동맥활과 경동맥동의 신장 수용체가 늘어나면 혈압이 올라간 것으로 간주하고 심박수를 감소시켜 혈압을 낮춤